# Theodora Kantakouzene (kejsarinna)
Theodora Kantakouzene, född okänt år i Konstantinopel, död 12 november 1426, var genom sitt äktenskap med kejsar Alexios IV av Trapezunt, kejsarinna av Trapezunt 1417-1426. 
Hon var dotter till Theodore Palaiologos Kantakouzenos och Euphrosyne Palaiologina: hennes far var morbror/farbror till kejsar Manuel II av Bysans. Hon gifte sig med den framtida Alexios IV av Trapezunt vid tretton års ålder 1395. Vid makens tronbestigning 1417 blev hon kejsarinna. 
Theodora beskrivs som en skönhet och beundrades för sitt utseende. Enligt krönikören Laonikos Chalkokondyles hade hon ett förhållande med en hovman med ämbetet protovestiarios. Detta provocerade fram ett uppror av hennes son Johannes IV, som fängslade sina föräldrar och planerade att döda dem innan han av den lokala aristokratin tvingades fly till Georgien. Enligt Gonzalez de Clavijo, som besökte Trapezunt 1404, var det dock Theodoras make, Alexios IV, som gjorde uppror mot sin far provocerad av ett förhållande mellan en annan medlem av kejsardynastin och en hovman med denna titel. 
Kardinal Bessarion, som var hennes skyddsling, prisar henne för hennes dygd, äktenskapliga trohet och många talanger. Alexios ska ha sörjt henne uppriktigt efter hennes död 1426, och året därpå gjorde hennes son uppror mot sin far. Vid hennes sons tronbestigning 1429 prisade han hennes dygder och det kloster hon hade grundat. 